# Русли Марзуки Сариа
Ру́сли Марзу́ки Са́риа (индон. Rusli Marzuki Saria; 26 февраля 1936, Каманг, Букиттингги) — индонезийский поэт, лауреат Литературной премии Юго-Восточной Азии.

## Краткая биография
По национальности минангкабау. В 1953 г. окончил вечернюю среднюю школу первой ступени, в 1957 г. — среднюю школу второй ступени. В 1953 г. стал работать клерком в полиции. В 1958 г. оказался замешанным в сепаратистском движении (PRRI) и был уволен с работы. В 1962—1969 гг. работал делопроизводителем в кооперативе «Батик Фаджар Путра». В 1969—1999 гг. был журналистом, а затем и редактором газеты «Халуан» (Курс) в г. Букиттингги. В этом качестве побывал в Малайзии, Австралии, Сингапуре, Таиланде, Германии. Избирался членом Совета народных представителей Паданга.

## Творчество
Первые стихи опубликовал в 1957 г. Печатался в газетах и журналах «Индонесия», «Конфронтаси», «Панджи Мащаракат», «Будая Джая», «Мимбар», «Басис», «Хорисон», «Заман Бару», «Аман Макмур», «Республика», «Синар Харапан», «Суара Карья». Всего опубликовал 10 сборников поэзии и два сборника эссе на индонезийском языке и языке минангкабау.

## Впечатление
Стихи Русли Марзуки Сария незамысловаты. Он пишет простым и понятным языком. Несмотря на это, он захватывает воображение читателя, заставляя его задуматься над проблемами жизни и гуманизма. — .- Хасануддин ВСМ Хум, профессор Государственного университета Паданга.

## Награды
- Премия Центра строительства и развития языка (1997)
- Литературная премия Юго-Восточной Азии (2017)

## Публикации
- Pada Hari Ini, Pada Jantung Hati. Padang: Penerbit Genta, 1957
- Monumen Safari: Antologi Berempat. Padang: Penerbit Genta, 1996
- Ada Ratap, Ada Sunyi. Jakarta: Penerbit Puisi Indonesia, 1976
- Tema-tema Kecil. Jakarta: Penerbit Puisi Indonesia, 1976
- Sendiri-sendiri, Sebaris-sebaris, dan Sajak-sajak Bulan Pebruari. Jakarta: Penerbit Puisi Indonesia, 1976
- Sembilu Darah (Lima kumpulan sajak). Jakarta: Dewan Kesenian Sumbar dan pustaka Sastra, 1996.
- Parewa: Sajak Dalam Lima Kumpulan (1960—1992). Jakarta: Penerbit, Grasindo, 1998 ISBN 9796693275
- Monolog dalam Renungan. Padang: Pustaka Firdaus pada 2000 (сборник эссе)
- Mangkutak di Negeri Prosa Liris. Jakarta: Penerbit, Grasindo, 2010.
- Sendiri-sendiri, Sebaris-sebaris (One by One, Line by Line). Padang: Kabarita, 2014
- Twenty selected poems. Ambarawa: Gita Eklesia Publisher, 2016 ISBN 978-602-1537-02-2
- Parewa Sato Sakaki. Padang: Kabarita, 2018 (сборник эссе)

## Семья
- Супруга Ханиза Муса)с 1963 г.), четверо детей: Фитри Эрлин Денай (1964), Виталитас Фитра Седжати (1966), Сатьягаха (1968), Диогенес (1970)